# Zalaújlak
Zalaújlak község Zala vármegyében, a Nagykanizsai járásban, a Zalai-dombságban, a Zalaapáti-hát területén.

## Fekvése
Zalaújlak a Zalai-dombság délkeleti részén, a Kis-Balatontól kissé délnyugatra található. A zsáktelepülésre Csapi irányából érkezik az egyetlen bekötőút, a 75 127-es út, amely Zalasárszegen ágazik ki északnak a 7511-es útból.
Nagykanizsa irányából rendszeresen járnak autóbuszok ide.

## Nevének jelentése
Nevének Zala előtagja a vármegyére utal, újlak utótagjának jelentése új udvarházat jelent.

## Története
Zalaújlak nevét 1259-ben említették először az írásos forrásokban	Wilok, Wylak alakokban.
A település a középkorban a veszprémi káptalan zalamerenyei uradalmának része volt. Az 1531-ben végzett összeíráskor 10 lakott, 15 szegény, 6 elhagyott, valamint három libertinus portáját írták össze. A falu a török időkben többször is elpusztult. A falu pécsi vilajet defterében 1565-1566-ban 5 ház, a szigetváriéban 1571-ben 13 ház után adózott. Egy-egy török rajtaütés után a nép koldus maradt annyira, hogy még a káptalan is elengedte a kilencedet, pedig az egyházi földesúr kezdettől fogva nagy terheket rótt jobbágyaira. Gabonából és borból kellett szolgáltatást adniuk (kilenced és tized).
A végvári harcok idején a falut - mivel a járandóságot a káptalan behajtani nem tudta - a kanizsai kapitányoknak adta bérbe.
1560-ban a komári kapitány el is foglalta, majd Szigetvár eleste után a település Zrínyi György birtokába került. A káptalan azonban 1589-ben panasszal fordult az udvarhoz, illetve a vasvári káptalanhoz, visszakövetelte javait. 1687-ben a Zalavár kapitánya megparancsolta a lakosságnak, hogy a nép hagyja el faluját, mert Plaquada felégeti, ezt meg is tette. Újlak a Kanizsa környéki falvakhoz hasonlóan pusztává vált. Kanizsa felszabadulása 1690 után a falu továbbra is a káptalané maradt, egészen 1945-ig. A lassan visszaszállingózó lakosok három évi mentességet kaptak az úrbéri szolgáltatások alól.
Az 1697-ben végzett összeíráskor hét és negyed adózó portán 14 jobbágy és egy hazátlan zsellér művelte a szántókat és szőlőket, melyek egy részét benőtte az erdő. Volt hat kaszás rétjük és erdejük. Kezdetben jelentős volt az állatállományuk is.
A falut a Rákóczi-szabadságharc évei és a pestisjárvány is súlyosan érintették. 
Az 1753-as összeíráskor már ismét 59 család lakott itt, közülük újabban 15 telepedett le, 440 hold szántót, 172,5 kaszás rétet és 226 kapás szőlőt műveltek. A községben 59 magyar család élt. Lakosai a 18. században katolikus magyarok voltak.
A jobbágyfelszabadításkor 22 úrbéres és 12 zsellértelek volt a településen. Sem tagosítás, sem rendezés, sem legelő-elkülönítés nem történt. A káptalan erdeje változatlan maradt, csak 1875-ben került kiosztásra 142 kh erdő. A 19. század második felében 200 kh rétet és erdőt Zalamerenyéhez csatoltak.
Zalaújlak 1925-ben a nagybakónaki körjegyzőséghez tartozott.

## Közélete

### Polgármesterei
- 1990–1994: Szabó József (független)[3]
- 1994–1998: Szabó József (független)[4]
- 1998–2002: Szabó József (független)[5]
- 2002–2006: Szabó József (független)[6]
- 2006–2010: Böröndi Ferenc (független)[7]
- 2010–2014: Böröndi Ferenc (független)[8]
- 2014–2019: Böröndi Ferenc (független)[9]
- 2019–2024: Böröndi Ferenc (független)[10]
- 2024– : Nagy Jánosné (független)[1]

## Népesség
A település népességének változása:
| Lakosok száma | 118  | 110  | 109  | 90   | 101  | 103  | 97   |
|               | 2013 | 2014 | 2015 | 2021 | 2022 | 2023 | 2024 |

A 2011-es népszámlálás idején a nemzetiségi megoszlás a következő volt: magyar 96,9%, cigány 3,1%. A lakosok 83,2%-a római katolikusnak vallotta magát (12,9% nem nyilatkozott).
2022-ben a lakosság 82,2%-a vallotta magát magyarnak, 2% németnek, 1% cigánynak, 3% egyéb, nem hazai nemzetiségűnek (17,8% nem nyilatkozott; a kettős identitások miatt a végösszeg nagyobb lehet 100%-nál). Vallásuk szerint 42,6% volt római katolikus, 3% egyéb keresztény, 3% felekezeten kívüli (51,5% nem válaszolt).

## Nevezetességei
- Egry József (1883-1951) a "Balaton festőjének" szülőháza
- Római katolikus templom
- Ősgesztenyés